# Gajo
Els estats gajo foren una sèrie d'estats natius de les Índies Orientals Holandeses sobre els quals el control neerlandès era molt limitat, i estaven situats al sud del govern d'Atjeh, a la part nord-central de l'illa de Sumatra, just al sud del gran Atjeh. Fins al 1907 s'incloïen al país dels Battak, el nucli principal del qual se situava al sud dels principats gajo, que era un territori no dominat pels holandesos. El 1907 els estats gajo i altres van formar una subdivisió ("afdeeling") del Gran Atjeh anomenada Terres Gajo (Gajo Lands) que va incloure territoris veïns con Sebördjadi (al nord-est), les terres luös o leuëus (al sud del país gajo), Batu-Mbulan, a l'est, Alaslanded (Terres d'Alas) al sud, i Bambel (al sud d'Alaslanded).
El 1886 consten tres principats gajo independents, cadascun governat per un kejuruan o príncep
- Bukit (o Buket) a l'extrem nord
- Lingga (o Linggö) al sud de l'anterior
- Patinbang al sud de Lingga

El 1933 consten diversos principats dins una subdivisió holandesa del govern d'Atjeh:
- Bambel
- Gajo Leuëus (Kejuran Petianbang)
- Pulaunas
- Rojo Buket (territori del)
- Rojo Linggö (territori del)
- Rojo Siah Utama (territori del)
- Rojo Tjeq Bäbasan (territori del)
- Sebördjadi o Serbeujadi (Kejuron) Aboq (territori del)